# Maria van Spanje
Maria van Spanje, född 1759, död efter 1782, var en nederländsk matros och soldat. Hennes fall tillhör de välkända inom denna genre. 
Hon lämnade hemmet vid sju års ålder och tog arbete som bondpiga. Vid en inte närmare klarlagd tidpunkt klädde hon ut sig till man och lät värva sig som matros under namnet ‘Claas van Vliet’ vid amiralitetet i Amsterdam. Efter åtta månaders tjänstgöring upptäcktes hon av Hannes van Vliet, men undslapp åtal. Hon lät värva sig en andra gång under namnet ‘Jan Kleyweg’. När hon avslöjades denna gång fängslades hon i amiralitetet i Rotterdam. I november 1781 försökte hon utan framgång två gånger värva sig under namnet ‘Jan Kleyweg’. Hon fick då en varning från myndigheterna i Rotterdam. I december 1781 lät hon i stället värva sig i armén under namnet ‘Klaas Bly’. Hon blev dock igenkänd och greps den 19 december i Rotterdam. Hon åtalades för bedrägeri och för att ha klätt ut sig i motsatta könets kläder. Hon försvarade sig med att ha gjort detta i en patriotisk önskan att strida för sitt land. Domstolen ansåg det bevisat att van Spanje "avsagt sig sitt kön" genom att klä ut sig i mansdräkt och besöka krogar och dömde henne som skyldig till ett år fattighus den 5 januari 1782. Det är okänt vad som hände med henne efter avtjänat straff. 